# Église de la Dormition-de-la-Mère-de-Dieu de Saint-Pétersbourg
L'église de la Dormition de la Mère de Dieu (en russe : Церковь Успения Пресвятой Богородицы) est un édifice religieux orthodoxe russe situé sur l'Île Vassilievski à Saint-Pétersbourg, sur le quai du Lieutenant Schmidt. Sa construction a commencé en 1894 lorsque les moines de la Laure des Grottes de Kiev ont décidé d'agrandir la branche monastique du monastère. Les travaux de construction ont duré six ans et l'église a été conçue dans le style néo-byzantin par Vasily Kosyakov,.

## Construction

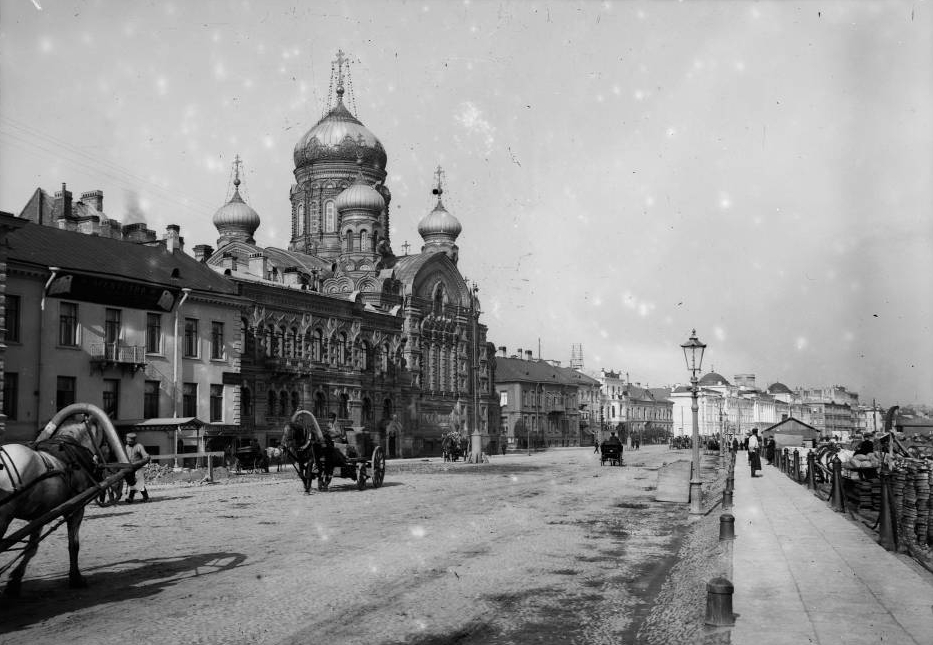
Photos de la cour et du temple (années 1900)

La construction a débuté en 1895. À l'été 1898, les dômes furent dorés. En 1903, l'église fut achevée.
Après la fermeture de l'église par le régime soviétique en 1935, le port militaire de Leningrad est devenu responsable de l'église. En 1936, il fut utilisé comme salle de sport. En 1956, un projet prévoyait d'utiliser le temple pour la construction de la première patinoire couverte de Leningrad. Cela a conduit à la destruction de plusieurs tableaux. La patinoire était décorée de portraits de Lénine. L'ouverture de la patinoire a eu lieu en 1961.
L'église a été restaurée dans les années 1990. Le 16 janvier 1998, une croix a été érigée sur le dôme. En 2003, l’iconostase a été restaurée. À la mi-2013, l’église a été entièrement restaurée à l’extérieur et à l’intérieur, et le 15 septembre, le patriarche Cyrille a consacré le temple par un grand rite.